# Katinka Hosszú
Katinka Hosszú (født 3. maj 1989) er en ungarsk svømmer. Hun er dobbelt olympisk mester, har flere gange vundet verdensmesterskabet i svømning både på langbane (50 meter) og på kortbane (25 meter) og har også flere gange vundet EM i svømning både på lang- og kortbane. Hun har sat verdensrekorder i 100 meter medley, 200 meter medley og 400 meter medley. Derudover har hun også sat verdensrekord i 100 og 200 meter ryg på kortbane.